# Jean Bodman Fletcher

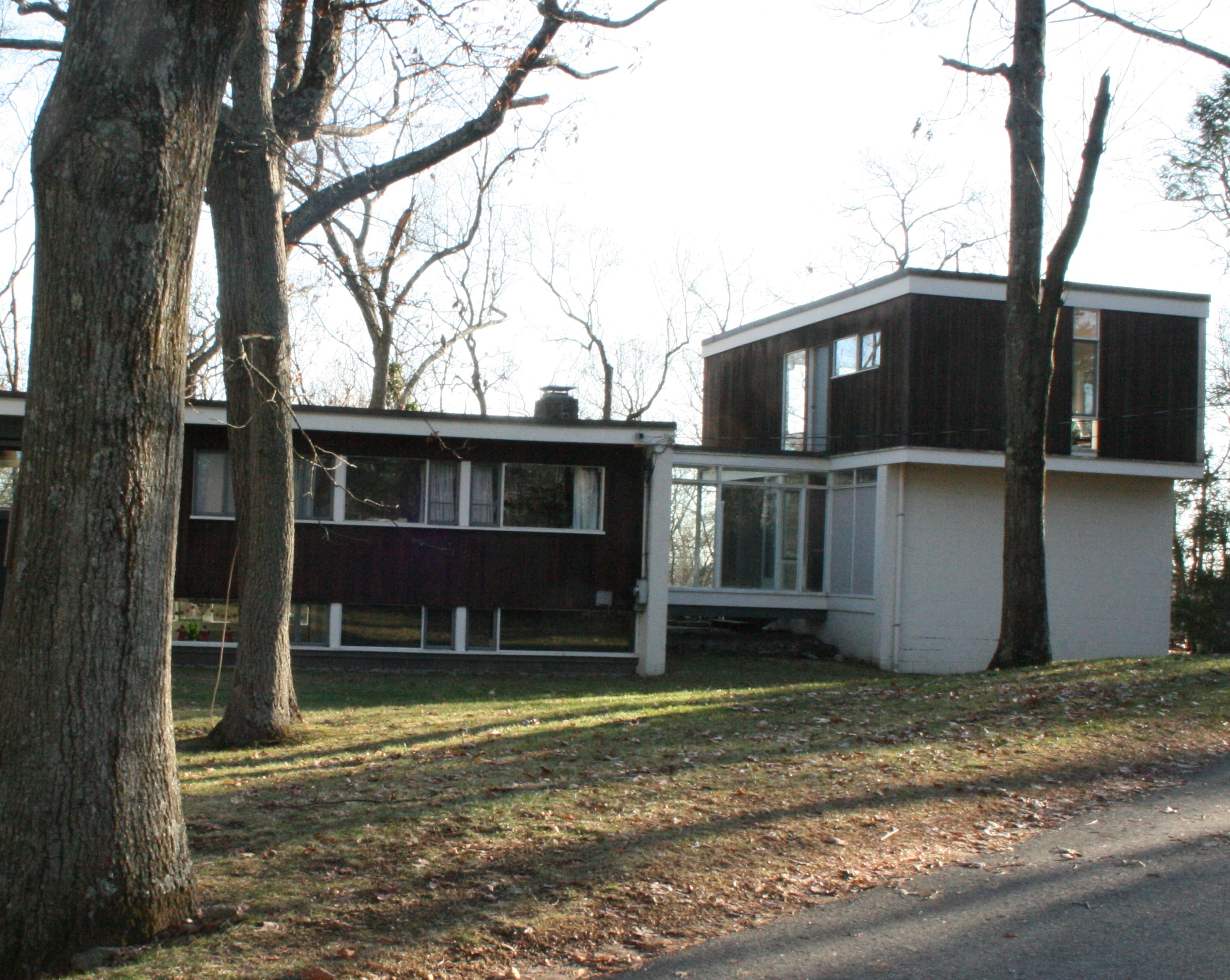
Von TAC entworfenes Haus aus dem Jahr 1950, ursprüngliches Zuhause der Architekten Jean und Norman Fletcher in dem Wohngebiet Six Moon Hill

Jean Bodman Fletcher (* 20. Januar 1915 in Boston, Massachusetts, USA; † 13. September 1965) war eine amerikanische Architektin. Sie war 1946 Mitbegründerin des Architekturbüros The Architects Collaborative (TAC) in Cambridge, Massachusetts.

## Leben und Werk
Fletcher war das jüngste von drei Kindern von Maud Hayden Rogers und Fenimore Lewis Bodman. Ihr Vater leitete seit 1933 seine eigene Firma FL Bodman Inc., und die Familie war in den wohlhabenden Vorort Wayne, Pennsylvania, gezogen. Fletcher besuchte die Baldwin School in Bryn Mawr (Pennsylvania) und studierte dann von 1933 bis 1934 am Smith College in Northampton. 1941 begann sie ihr Studium an der Cambridge School of Architecture and Landscape Architecture for Women, die damals dem Smith College angegliedert war. Es war die erste amerikanische Schule, die eine Graduiertenausbildung in Architektur und Landschaftsarchitektur ausschließlich für Frauen anbot. Im Jahr 1942 studierte sie an der Harvard Graduate School of Design (GSD), als dort auch Frauen zugelassen wurden. Noch während ihres Studiums arbeitete Fletcher im Sommer 1943 für die Federal Public Housing Authority, wo sie sich mit Fragen der Regionalplanung beschäftigte. In ihrem letzten Semester an der GSD im Frühjahr 1944 arbeitete sie an einem von Marcel Breuer geleiteten Projekt für die Sanierung von Bostons South End. Ihre von Walter Gropius betreute Abschlussarbeit wurde in der Zeitschrift Arts & Architecture im Mai 1945 unter dem Titel There Should Be Regional Planning in Central Valley veröffentlicht.
Bereits als Studentin in Harvard hatte Fletcher 1943 ihren zukünftigen Ehemann und Büropartner Norman C. Fletcher kennengelernt, den sie 1945 heiratete. Nach ihrem Abschluss an der GSD im Jahr 1944 zog Fletcher nach Washington, D.C., um für Eero Saarinen zu arbeiten, der damals dem Office of Strategic Services angehörte. Anschließend zog sie mit ihrem späteren Ehemann nach Bloomfield Hills, Michigan, um für Saarinen, Swanson & Associates tätig zu sein.
Jean und Norman Fletcher erlangten bald Anerkennung für eine Reihe von Entwürfen und Gewinnerprojekten für nationale Architekturwettbewerbe. Sie gewannen 1945 den ersten Preis für das Design von A House for Cheerful Living, gesponsert von Pencil Points und der Pittsburgh Plate Glass Company, und im Juli 1945 entwarfen sie mit Charles D. Wiley ein hypothetisches Motor Traveller’s Hotel für Architectural Record. Der letzte in der Reihe siegreicher Wettbewerbsbeiträge, ein Projekt zur Gestaltung von Schlafsälen am Smith College, fiel mit der Gründung von TAC Ende 1945 zusammen. Der Wettbewerb wurde von Pencil Points – Progressive Architecture mit dem Museum of Modern Art in New York City organisiert, das Anfang 1946 die Siegerbeiträge ausstellte. Die Fletchers gewannen in Zusammenarbeit mit Benjamin C. Thompson den ersten Preis unter den einundneunzig Beiträgen.

## Mitgründerin und Architektin bei TAC
Als Fletcher ihre erste Tochter bekam, gewann sie den vom Architekturmagazin Pencil Points gesponserten Wettbewerb für den Entwurf eines Vorstadthauses für eine junge amerikanische Familie mit begrenzter Fläche und begrenztem Budget. 1945 gewann sie mit ihrem Ehemann zusammen mit Benjamin Thompson den Wettbewerb für die Gestaltung der Wohnheime des Smith College. Das Geld aus diesen Wettbewerben half, den Start des TAC-Büros zu finanzieren. TAC war ein Architektenbüro der Architekten Sarah P. Harkness, Jean Bodman Fletcher, John C. Harkness, Norman C. Fletcher, Benjamin C. Thompson, Robert Sensman McMillan, Louis Albert McMillen und Walter Gropius. Der Ansatz der Firma war die Idee, dass ihre Mitglieder Generalisten sein sollten, die in der Lage sind, sich gegenseitig auf Augenhöhe zu kritisieren. Die Gründer beschrieben ihre Absichten in einem Statement of Aims, welches im August 1946 in Arts & Architecture veröffentlicht und von allen Partnern unterzeichnet wurde. Die Umsetzung des kollaborativen Ansatzes wurde in der gemeinsamen Gestaltung ihrer eigenen Häuser in Six Moon Hill in Lexington nach 1948 deutlich. Den jeweiligen Bedürfnissen der Nutzer gerecht zu werden, war ein gemeinsames Ziel der Architekten, wobei sich Fletcher und Harkness für ein familiengerechtes Bauen einsetzten. Alle Mitglieder von TAC, einschließlich Gropius, hatten gleiche Anteile an der Firma, und er bestand darauf, nicht als Präsident angesehen zu werden. Von den ursprünglichen TAC-Gründern hatte nur Gropius kein Haus in Moon Hill, da er bereits sein Haus in Lincoln (Massachusetts) gebaut hatte.
Die Experimente von TAC in der Gemeinschaftsplanung wurden 1952 in der Wohnsiedlung Five Fields in Lexington fortgesetzt, für Fletcher mit ihrem Ehemann zusammen mit McMillen Designpartner war. Die Gemeinschaft wurde durch eine Charta geregelt, die ausdrücklich von TAC geschrieben worden war, um eine vielfältige Mischung von Bewohnern zu fördern, und stand in Kontrast zu den restriktiven Vereinbarungen, die für viele Vorstadtentwicklungen dieser Zeit typisch waren.
Als Jean Bodman Fletcher im September 1965 an Krebs starb, gehörte das Büro zu einem der größten und erfolgreichsten Architekturbüros der Nachkriegszeit. TAC war von seinen ursprünglich acht Partnern zu einem Unternehmen mit über 150 Mitarbeitern herangewachsen, mit einem im Bau befindlichen Hauptsitz am Harvard Square. Zu den Werken von TAC gehören das Olin Arts Center und die Ladd Library am Bates College in Lewiston, die Deerfields School, 1949 das Harvard Graduate Center, 1957–1960 die Universität Bagdad im Irak, 1958–1963 das PanAm Building in New York, 1957 das Walter-Gropius-Haus in Berlin, 1965 die Porzellanmanufaktur Rosenthal in Selb, 1973 das AIA-Gebäude in Washington, 1976–1979 das Bauhaus-Archiv in Berlin und die US-Botschaft in Athen.

## Auszeichnungen und Ehrungen (Auswahl)
- 1964:	AIA Architectural Firm Award

## Veröffentlichungen
- There Should Be Regional Planning in Central Valley. Arts & Architecture 62, Mai 1945.
- The Architects Collaborative. “Statement of Aims.” Arts & Architecture 63 (August 1946): 28–29.
- mit Sarah Harkness: Architecture, family style: two woman architects look at today’s houses, tell how they affect family life. House & Garden 92, Oktober 1947, S. 146–49.
- mit  Walter Gropius: The Architects Collaborative, 1945–1965. Hatje, Stuttgart 1966.